# Tucurú
Tucurú é uma cidade da Guatemala do departamento de Alta Verapaz.